# 奧德維奇劇院
奧德維奇劇院（Aldwych Theatre）是倫敦西區劇院的其中一座劇院，位於倫敦市中心的西敏市奧德維奇。奧德維奇劇院於1971年7月20日被列入英國二級保護建築。劇院內有三層座位，合共可容納1,200名觀眾。

## 歷史

### 起源
該劇院是在新建的奧德維奇劇院內建造，跟現稱諾維羅劇院的華爾道夫劇院（Waldorf Theatre）成對建造。這兩座建築均由W·G·R·斯普拉格以愛德華式建築風格設計。奧德維奇劇院由西摩·希克斯與美國經理人查理斯·弗羅曼聯合出資，並由巴勒姆的華爾特·華利斯（Walter Wallis）建造。
該劇院於1905年12月23日開幕，上演了希克斯的《藍風鈴》，那是希克斯流行啞劇《仙境中的藍風鈴》的新版本。隨後的兩年，希克斯也有戲劇於該劇院上演。1913年2月，謝爾蓋·達基列夫與瓦斯拉夫·弗米契·尼金斯基在5月於巴黎首演前，使用該劇院進行了《春之祭》的首次正式排練。
從1923-1933年，該劇院是12場鬧劇的主場，它們被稱為奧德維奇鬧劇，當中大部分都是由本·特拉維斯撰寫。這些鬧劇的常駐演員包括：拉爾夫·林恩、湯姆·沃爾斯、艾瑟爾·柯勒律治、哥頓·詹姆斯、瑪莉·布拉夫、溫妮花·肖特和羅拔臣·希爾。1933年，李察·陶伯於《丁香時間》的標題下在奧德維奇演出了新版本的《三個女孩之家》。
從1930年代中期到1960年代左右，奧德維奇劇院歸亞伯拉罕家族所有。

### 戰後年代與皇家莎士比亞劇團
1949年，羅蘭士·奧利佛在奧德維奇劇院執導了田納西·威廉士的《欲望號街車》，奧利佛的妻子慧雲·李於當中飾演布蘭奇·杜波依斯（Blanche DuBois）一角，她後來憑著改編自威廉士於1951年戲劇的同名電影而獲得奧斯卡金像獎。博納·科萊亞諾共同演出了史丹利一角。
1960年12月15日，經過激烈的猜測，總部位於雅芳河畔史特拉福的皇家莎士比亞劇團（RSC）宣布，奧德維奇劇院於彼得·霍爾的領導下成為未來三年該劇團在倫敦的基地。在此事中，該劇團於那裡待了超過20年，最終於1982年搬到巴比肯藝術中心。劇院隨後出售予倪德倫公司。在這個場地上演的RSC眾多作品包括《玫瑰戰爭》、彼得·霍爾妻子萊斯莉·卡倫合作的《Ondine》、《希臘人》和《尼古拉斯·尼克爾比》，以及RSC位於史特拉福的莎士比亞紀念劇院首次上演大部分莎士比亞作品的轉移。在RSC缺席期間，該劇院於從1964年至1973年每年都舉辦一年一度的世界戲劇季，由劇院經理彼得·多貝尼邀請到倫敦演出的原創作品中的外國戲劇，最後一屆是1975年。由於多貝尼在缺乏藝術委員會或其他官方支持的情況下舉辦並參與這些奧德維奇世界戲劇季，因此讓他於1972 年獲得標準晚報戲劇特別獎。
在1990-91年，瓊·考琳絲於奧德維奇劇院主演了私生活的復興版。在選集萬物生火中，胡利奧·科塔薩爾於短篇故事《給約翰·豪厄爾的說明》中提到了該劇院。

### 21世紀

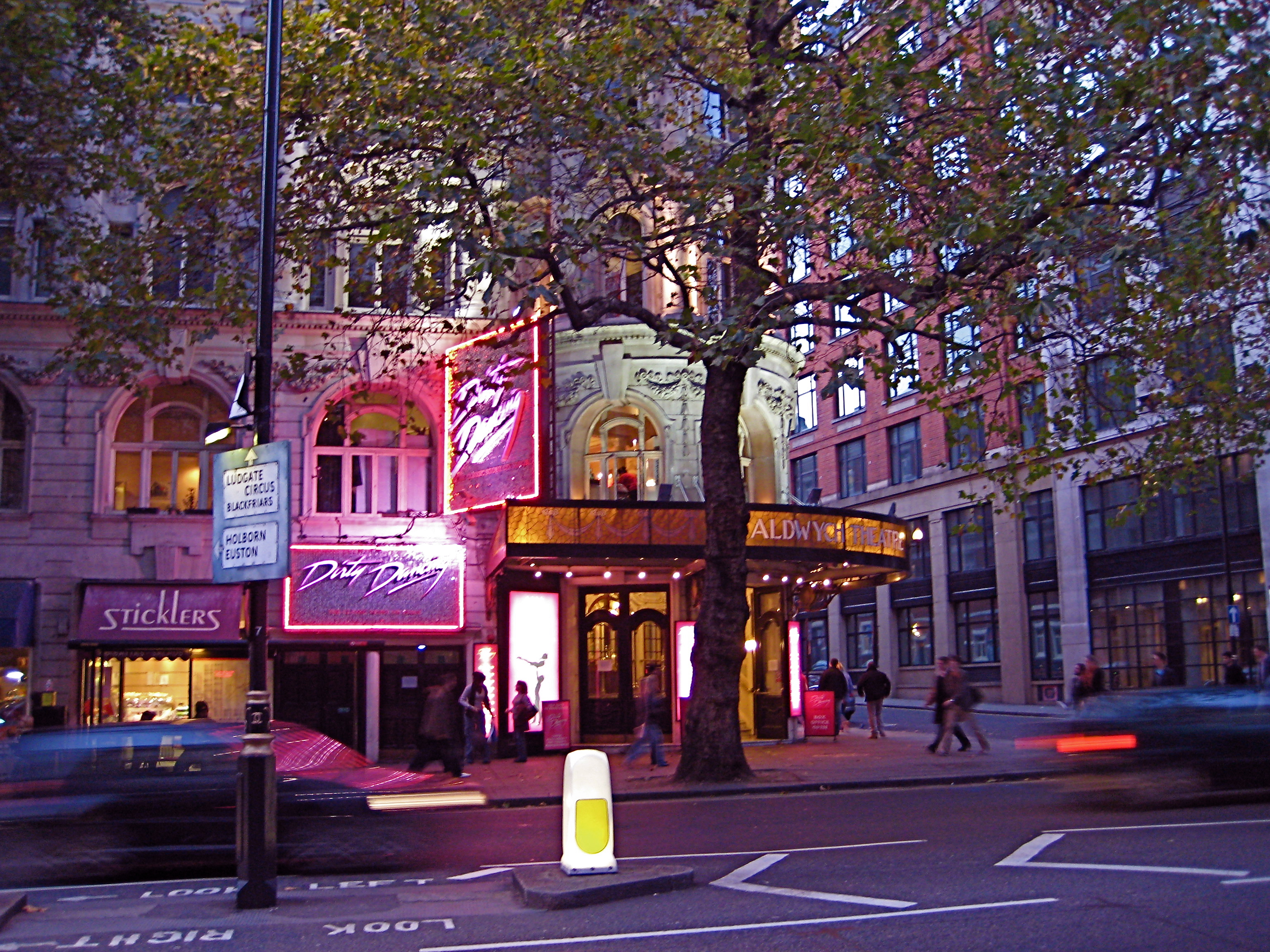
《辣身舞：舞台上的經典故事》在2007年於劇院演出。

自2000年以來，奧德維奇劇院上演過各種戲劇、喜劇和音樂劇作品。安德魯·勞埃德·韋伯的音樂劇《微風輕哨》一直上演至2001年，從2002年到2006年，《名望》的上演時間延長了。從2006-2011年，它是英國音樂劇《辣身舞》的發源地。2015-2017年上演的是《美麗：卡羅爾·金音樂劇》。
2018年3月，該劇院開始了《蒂娜》的全球首演。